# Сьютс, Бернард Герберт
Бернард Герберт Сьютс (англ. Bernard Herbert Suits, 25 ноября 1925—5 февраля 2007 (81 год)) — американский философ, профессор.
Родился в Детройте. По окончании школы (en:Denby High School) служил в ВМФ США с 1944 по 1946 год матросом на корабле «Олмстед». Продолжил образование в Чикагском университете, получив дипломы бакалавра и магистра по философии. Защитил диссертацию по философии в Иллинойском университете, где и начал преподавать в 1957 году. В 1959 году перешёл в университет Пердью. В 1966 году стал доцентом в университете Уотерлу и работал там до выхода на пенсию в 1994 году, занимая должности:
- заведующего кафедрой философии;
- заместителя декана гуманитарного факультета[англ.];
- президента Международной ассоциации философии спорта.

Сьютс получил награду как выдающийся преподаватель в 1982 и стал профессором-эмеритом в 1995.
Сьютс также работал приглашённым профессором в университетах Бристоля и Летбриджа.

## Работа
Сьютс занимался философскими исследованиями спортивных игр, его основополагающая работа, англ. The Grasshopper: Games, Life and Utopia, вышла в 1967 году.